# Rusty Nail (dal)
A Rusty Nail az X Japan japán heavymetal-együttes tizedik kislemeze, mely 1994. június 10-én jelent meg az Atlantic Records kiadásában. A lemez 1. volt az Oricon slágerlistáján és 20 hétig szerepelt rajta. 1994 júliusában platinalemez lett.

## Háttér
A Rusty Nail a Kimi ga mienai (君が見えない) című, 1994-es televíziós sorozat betétdala is volt, a Dragonland  metalegyüttes pedig feldolgozta a dalt 2004-es Starfall című albumuk japán kiadására. Sim Cshangmin, a dél-koreai TVXQ együttes tagja előadta a dalt az együttes Tone: Live Tour 2012 turnéján.
A dalhoz két videóklip készült. Az első 1994-ben, a Clamp nevű mangarajzoló csapat közreműködésével, és az együttes tagjait animeszereplőkként ábrázolja. A klip felkerült az együttes 1999-ben kiadott Perfect Best című válogatásalbumához mellékelt VHS-kazettára, majd 2014-ben Yoshiki hivatalos YouTube-csatornájára. A második verzió 2010-ben készült, az X Japan Showcase in L.A. Premium Prototype DVD-re, Aaron Platt rendezte és az együttes hollywoodi Kodak Theater tetején tartott koncertjéből van összevágva.

## Számlista
Az összes szám szerzője Yoshiki. 
| #  | Cím                           | Hossz |
| -- | ----------------------------- | ----- |
| 1. | Rusty Nail                    | 5:27  |
| 2. | Rusty Nail (Original Karaoke) | 5:27  |

## Közreműködők
- Toshi – vokál
- Pata – gitár
- hide – gitár
- Heath – basszusgitár
- Yoshiki – dobok, zongora

További közreműködők
- Társproducer: X Japan
- Zenekari hangszerelés: Szaito Neko
- Keverés: Mick Ging
- Hangmérnökök: Rich Breen, Mick Ging, Tanaka Sinicsi, Macumoto Monotari 
  - Asszisztensek: Mike Stock, Tal Miller, Takahasi Naojai
- Maszterelés: Chris Bellman
- A&R igazgató: Toida Josinobu
- Művészeti igazgató és design: Izumiszava Micuo
- Vezető producerek: Takesi Takajuki, Murata Szekidzsi, Koszugi (Jr.) Rjuzo

## Fordítás
Ez a szócikk részben vagy egészben  a   Rusty Nail (song) című angol Wikipédia-szócikk fordításán alapul.  Az eredeti cikk szerkesztőit annak laptörténete sorolja fel. Ez a jelzés csupán a megfogalmazás eredetét és a szerzői jogokat jelzi, nem szolgál a cikkben szereplő információk forrásmegjelöléseként.